# Томое Зенимото Хвас
Томое Зенимото Хвас (норв. Tomoe Zenimoto Hvas; Сандвика, 1. јун 2000) норвешки је пливач чија специјалност су трке делфин, прсним и мешовитим стилом. Троструки је освајач медаља на Олимпијским играма младих. Норвешко-јапанског је порекла.

## Спортска каријера
Томое је са наступима на међународној сцени стартовао 2017. на европском првенству у малим базенима и већ на почетку каријере остварио је значајан успех освојивши бронзану медаљу на 200 мешовито на том такмичењу. Годину дана касније наступио је на Олимпијским играма младих у Буенос Ајресу где је освојио по једно злато, сребро и бронзу, те на светском првенству у малим базенима.  
У јулу 2019. по први пут је наступио на сениорском светском првенству које се те године одржавало у корејском граду Квангџуу, где се такмичио у две дисциплине. Најбољи резултат остварио је у трци на 50 делфин у којој је заузео 18. место, а свега 0,04 секунде су га делиле од места које је водило у полуфинале. У трци на 100 леђно био је 34. у квалификацијама. 